# مدیران خودرو
شرکت صنایع خودروسازی مدیران، که با نام مدیران خودرو نیز شناخته می‌شود، یک شرکت مونتاژ خودروی چینی است، که از سال۱۳۸۱ فعالیت خود را در منطقه ویژه اقتصادی ارگ جدید در شهر بم آغاز کرد.
این شرکت، مونتاژ کنندهٔ برخی از محصولات شرکت چینی چری اتومبیل می‌باشد که خودروهای این کمپانی را در قالب دو برند فونیکس و ام‌وی‌ام در بازار ایران عرضه می‌کند. این شرکت از سال ۱۳۹۹ لوگو خودروهای چری را به لوگو اختصاصی خود تغییر داد. مدیران خودرو در سال ۱۴۰۰ به منظور عرضه خودروهای رده بالا کمپانی چری برند فونیکس را تأسیس نمود.

## محصولات

### پایان تولید
- ام‌وی‌ام ۱۱۰ (۱۳۸۴–۱۳۹۵)
- ام‌وی‌ام ۱۱۰ اس (۱۳۹۴–۱۳۹۷)
- ام‌وی‌ام ۳۱۵ هاچ‌بک (۱۳۹۱–۱۳۹۹)
- ام‌وی‌ام ۳۱۵ صندوق‌دار (۱۳۹۱–۱۳۹۵)
- ام‌وی‌ام ۳۱۵ پلاس (۱۳۹۹–۱۴۰۰)
- ام‌وی‌ام ۵۳۰ (۱۳۸۹–۱۳۹۵)
- ام‌وی‌ام ۵۵۰ (۱۳۹۴–۱۳۹۶)
- ام‌وی‌ام ایکس۲۲ (۱۳۹۶–۱۴۰۱)
- ام‌وی‌ام ایکس۳۳ (۱۳۸۹–۱۳۹۵)
- ام‌وی‌ام ایکس۳۳ اس (۱۳۹۵–۱۴۰۱)
- ام‌وی‌ام ایکس۵۵ (۱۳۹۸–۱۴۰۰)
- چری آریزو ۵ (۱۳۹۵–۱۳۹۹)
- چری آریزو ۵ توربو (۱۳۹۶–۱۴۰۲)
- چری آریزو ۶ (۱۳۹۸–۱۴۰۱)
- چری تیگو ۵ (۱۳۹۴–۱۴۰۰)
- چری تیگو ۷ (۱۳۹۶–۱۴۰۲)
- فونیکس تیگو ۸ پرو (۱۴۰۰–۱۴۰۲)
- فونیکس تیگو ۷ پرو (۱۴۰۱–۱۴۰۳)

### در حال تولید
- ام‌وی‌ام ایکس۲۲ پرو (۱۴۰۰–اکنون)
- ام‌وی‌ام ایکس۳۳ کراس (۱۴۰۲–اکنون)
- ام‌وی‌ام ایکس۵۵ پرو (۱۴۰۱–اکنون)
- چری آریزو ۵ فیس جدید (۱۴۰۲–اکنون)
- فونیکس آریزو ۶ پرو (۱۴۰۱–اکنون)
- فونیکس آریزو ۶ جی‌تی (۱۴۰۳–اکنون)
- فونیکس آریزو ۸ (۱۴۰۳–اکنون)
- فونیکس تیگو ۷ پرو مکس (۱۴۰۳–اکنون)
- فونیکس تیگو ۷ پرو هیبرید (۱۴۰۳–اکنون)
- فونیکس تیگو ۸ پرو مکس (۱۴۰۱–اکنون)
- فونیکس تیگو ۸ هیبرید (۱۴۰۲–اکنون)
- فونیکس اف‌ایکس (۱۴۰۱–اکنون)
- اکستریم ال‌ایکس (۱۴۰۳–اکنون)
- اکستریم تی‌ایکس‌ال (۱۴۰۳–اکنون)
- اکستریم وی‌ایکس (۱۴۰۳–اکنون)